# Tettigonia lineola
Tettigonia lineola är en insektsart som beskrevs av Walker 1858. Tettigonia lineola ingår i släktet Tettigonia och familjen dvärgstritar. Inga underarter finns listade i Catalogue of Life.